# Nappy Lamare
Hilton Napoleon Lamare (New Orleans, 14 juni 1905 - Newhall, 8 mei 1988) was een Amerikaanse jazz-banjospeler, -gitarist, -basgitarist en -zanger.
Lamare begon zijn loopbaan bij onder meer Monk Hazel, Johnny Wiggs en Sharkey Bonano. Het meest bekend werd hij door zijn werk bij de band van Ben Pollack (1930-1935), in 1935 overgenomen door Bob Crosby-Lamare speelde er tot 1943. In 1947 werd hij mede-eigenaar van een club in Los Angeles. Hij werkte kort bij Johnny Dodds ((1948) en had vervolgens een band, de Straw Hat Strutters, waarmee hij vijf jaar toerde. Hierna leidde leidde hij samen met Ray Bauduc de dixielandband Riverboat Dandies. Na een auto-ongeluk in de jaren zestig speelde hij aanmerkelijk minder. In de jaren zeventig toerde hij met de World's Greatest Jazz Band.
Lamare heeft opnames gemaakt met onder meer Crosby, Pollack, Wingy Manone, Pete Johnson, John Fahey, Stu Pletcher, John R.T. Davies, Adrian Rollini, Jack Teagarden, Bobby Hackett, Julia Lee, Teddy Grace en Peggy Lee.

## Discografie
- Hilton "Nappy" Lamare and His Rendevous Ballroom Orchestra (compilatie live-opnames 1947), Fairmont